# Thomasia solanacea
Thomasia solanacea är en malvaväxtart som först beskrevs av John Sims, och fick sitt nu gällande namn av Claude Gay. Thomasia solanacea ingår i släktet Thomasia och familjen malvaväxter. Inga underarter finns listade i Catalogue of Life.